# Sant Deiric (Puèi Domat)
Saint-Diéry és un municipi francès situat al departament del Puèi Domat i a la regió d'Alvèrnia-Roine-Alps. L'any 2007 tenia 363 habitants.

## Demografia

### Població
El 2007 la població de fet de Saint-Diéry era de 363 persones. Hi havia 155 famílies de les quals 44 eren unipersonals (16 homes vivint sols i 28 dones vivint soles), 44 parelles sense fills, 55 parelles amb fills i 12 famílies monoparentals amb fills.
La població ha evolucionat segons el següent gràfic:
Habitants censats

### Habitatges
El 2007 hi havia 278 habitatges, 157 eren l'habitatge principal de la família, 92 eren segones residències i 28 estaven desocupats. 266 eren cases i 11 eren apartaments. Dels 157 habitatges principals, 133 estaven ocupats pels seus propietaris, 17 estaven llogats i ocupats pels llogaters i 8 estaven cedits a títol gratuït; 11 tenien dues cambres, 25 en tenien tres, 39 en tenien quatre i 83 en tenien cinc o més. 123 habitatges disposaven pel capbaix d'una plaça de pàrquing. A 66 habitatges hi havia un automòbil i a 74 n'hi havia dos o més.

### Piràmide de població
La piràmide de població per edats i sexe el 2009 era:
| Homes | Edats   | Dones |
| ----- | ------- | ----- |
| 0     | 95 o +  | 0     |
| 0     | 90 a 94 | 0     |
| 4     | 85 a 89 | 0     |
| 0     | 80 a 84 | 4     |
| 8     | 75 a 79 | 4     |
| 12    | 70 a 74 | 8     |
| 8     | 65 a 69 | 12    |
| 8     | 60 a 64 | 12    |
| 8     | 55 a 59 | 8     |
| 16    | 50 a 54 | 12    |
| 4     | 45 a 49 | 0     |
| 12    | 40 a 44 | 20    |
| 24    | 35 a 39 | 16    |
| 16    | 30 a 34 | 8     |
| 0     | 25 a 29 | 4     |
| 4     | 20 a 24 | 8     |
| 12    | 15 a 19 | 24    |
| 16    | 10 a 14 | 4     |
| 20    | 5 a 9   | 4     |
| 4     | 0 a 4   | 4     |

## Economia
El 2007 la població en edat de treballar era de 238 persones, 179 eren actives i 59 eren inactives. De les 179 persones actives 172 estaven ocupades (97 homes i 75 dones) i 7 estaven aturades (2 homes i 5 dones). De les 59 persones inactives 23 estaven jubilades, 22 estaven estudiant i 14 estaven classificades com a «altres inactius».

### Ingressos
El 2009 a Saint-Diéry hi havia 162 unitats fiscals que integraven 373,5 persones, la mediana anual d'ingressos fiscals per persona era de 15.975 €.

### Activitats econòmiques
Dels 17 establiments que hi havia el 2007, 3 eren d'empreses extractives, 1 d'una empresa alimentària, 2 d'empreses de fabricació d'altres productes industrials, 3 d'empreses de construcció, 3 d'empreses de comerç i reparació d'automòbils, 1 d'una empresa d'hostatgeria i restauració, 1 d'una empresa de serveis, 1 d'una entitat de l'administració pública i 2 d'empreses classificades com a «altres activitats de serveis».
Dels 6 establiments de servei als particulars que hi havia el 2009, 2 eren tallers de reparació d'automòbils i de material agrícola, 1 guixaire pintor, 1 fusteria, 1 lampisteria i 1 perruqueria.
L'any 2000 a Saint-Diéry hi havia 21 explotacions agrícoles que ocupaven un total de 1.394 hectàrees.

## Equipaments sanitaris i escolars
El 2009 hi havia una escola elemental integrada dins d'un grup escolar amb les comunes properes formant una escola dispersa.

## Poblacions més properes
El següent diagrama mostra les poblacions més properes.